# Ken Tajiri
Ken Tajiri (田尻 健 Tajiri Ken?), född 11 juni 1993 i Osaka prefektur, är en japansk fotbollsspelare.
Tajiri började sin karriär 2012 i Gamba Osaka. 2017 blev han utlånad till Zweigen Kanazawa. Han gick tillbaka till Gamba Osaka 2019. 2020 flyttade han till Gainare Tottori.